# Phytocoris depictus
Phytocoris depictus är en insektsart som beskrevs av Knight 1923. Phytocoris depictus ingår i släktet Phytocoris och familjen ängsskinnbaggar. Inga underarter finns listade i Catalogue of Life.